# فأر (جنس)

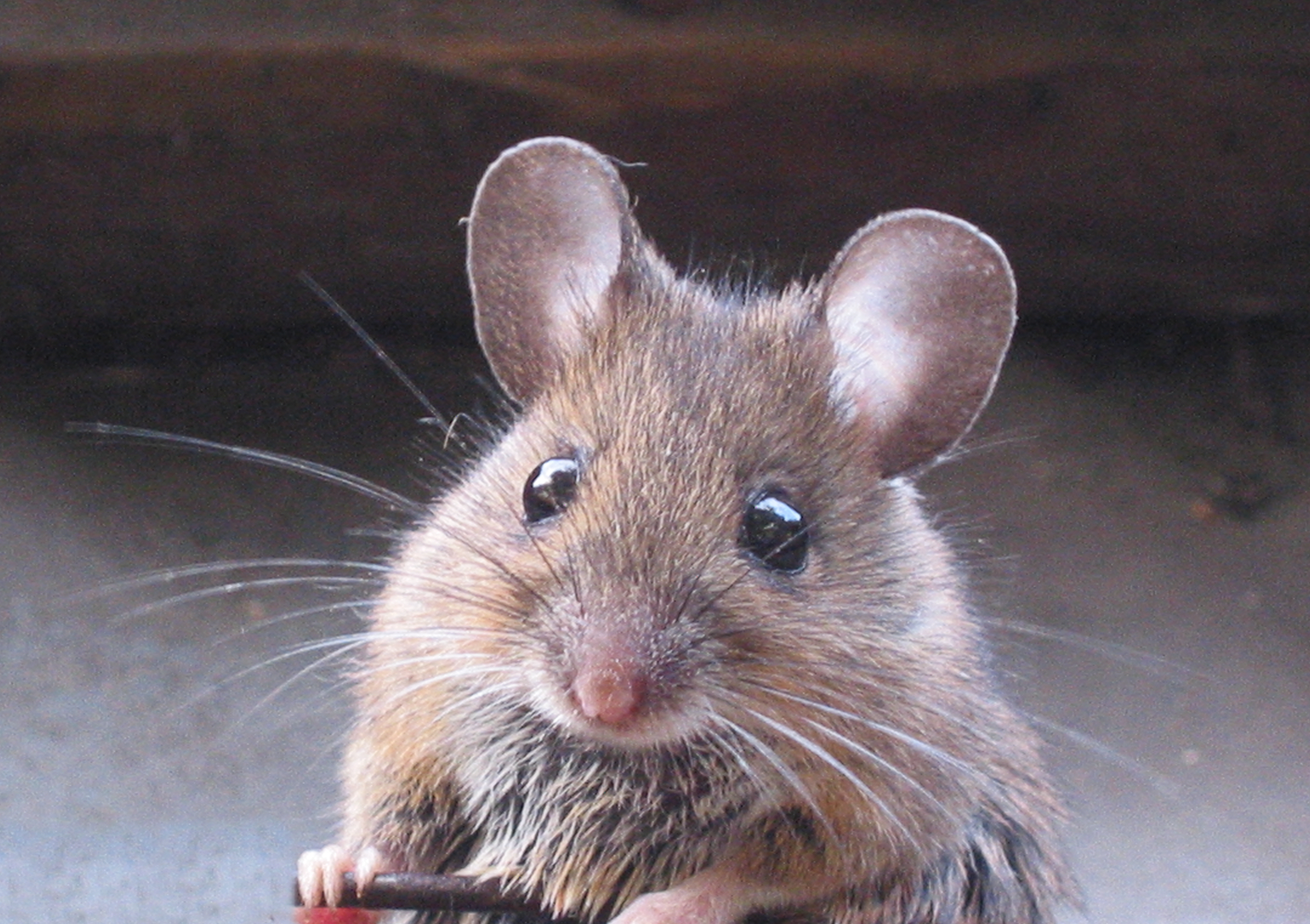
الفأر المنزلي (Mus Musculus)

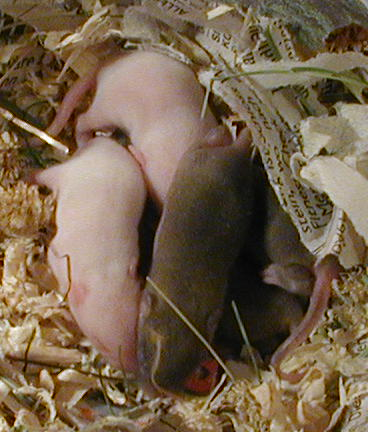
صغار الفأر عمرها 9 أيام

الفأر (الاسم العلمي: Mus) هو جنس من الحيوانات يتبع الفصيلة الفأرية من رتبة القوارض. النوع الشائع له في العالم هو فأر المنازل.

## مواصفات عامة
يتراوح طول الفئران بين 12 -21 سم بما في ذلك الذيل وتزن بين 7-57 غ. لون أبدانها بني أو أبيض أو رمادي. معظم الفئران لها فم طويل وشعيرات تحسس حول الأذنين والأنف. ذيل الفئران طويل ورفيع وهي تحسن الركض على الأرضيات كما يحسن بعضها النط والقفز.

## الانتشار
معظم أنواع الفئران تستوطن المنطقة الواسعة المسماة أوراسيا وقارة أفريقيا وهي تستوطن مختلف المناطق التضاريسية من السهول المنخفضة وحتى الجبال. وقد أحصي خمسة دون جنس pyromys في الهند والباكستان وسيريلانكا وجنوب شرق آسيا إذ أنها تختار لنفسها مناطق السهول العشبية ووسط الغابات في المناطق العشبية المجردة من الأشجار.

## مواضيع مرتبطة
- جرذ
- قوارض